# Symfoni nr 1 (WA Mozart)
Symfoni No. 1 i Ess-dur, K.16. Komponerad av Wolfgang Amadeus Mozart. 
Denna Mozarts första symfoni är skriven i London under familjens turné mellan juni 1763 och november 1766, i London skrev han sina första tre symfonier. För att vara komponerad av en åttaåring är den synnerligen anmärkningsvärd men den är naturligtvis inte utan influenser från andra tonsättare till exempel Johann Christian Bach. Symfonin är satt för två oboer, två horn, stråkar och cembalo.
1. Molto allegro
2. Andante
3. Presto